# Храм Святителей Московских (Нижний Новгород)
Храм Святителей Московских — православный храм в Нижнем Новгороде, подворье Серафимо-Дивеевского монастыря Нижегородской епархии Русской православной церкви.
Главный престол освящён в честь святителей Московских Петра, Алексия, Ионы, Филиппа и Ермогена.

## История
Активная застройка района Крестовоздвиженской площади (площадь Лядова) и улицы Полевой (улица Горького) началась с середины XIX столетия. «Нижегородские губернские ведомости», сообщая горожанам о закладке нового храма, писали: «В особенности Нижний раздвинул свои пределы к юго-востоку. В краткое время там явилось более 200 домов». В 1856 году благочинные Нижнего Новгорода доложили о необходимости строительства церкви в этом районе Преосвященному Иеремии (Соловьеву), который обратился письмом к военному губернатору Ф. В. Анненкову с просьбой об определении места строительства для нового храма. Представитель Нижегородской губернской строительной и дорожной комиссии Н. А. Фрелих вместе с представителем Духовной Консистории выбрали место для строительства церкви на перекрестке Немецкой и Канатной улиц. В том же году участок земли под застройку был куплен городом. Епископ Иеремия освятил поклонный крест на месте будущего храма 5 октября, в день памяти трех московских митрополитов, что и определило посвящение главного престола церкви.
Проект храма, составленный инженер-капитаном Петровичевым, удовлетворил как Преосвященного Иеремию, так и Нижегородскую губернскую строительную и дорожную комиссию. Однако в Главном управлении путей сообщения и публичных зданий нашли необходимым немного переделать проект «как для большей прочности, так и для улучшения наружного вида». Проект был одобрен и утвержден императором Александром II 25 июня 1858 года. Храм Трех Святителей представлял собой небольшую пятиглавую церковь с фасадами выдержанными в так называемом псевдорусском стиле.
Закладка церкви епископом Антонием произошла 3 мая 1859 года. Строительство храма происходило под надзором городового архитектора Н. И. Ужумедского-Грицевича и заняло полтора года. Фасады церкви были оштукатурены и побелены, крыша и главы покрашены в зеленый цвет, кресты из дуба обиты белым железом. Полы были из белых известковых плит, отапливался храм тремя голландскими печами. Три сосновых иконостаса были украшены резьбой из липы. В храме висело четырёхъярусное посеребренное паникадило. На колокольне было семь колоколов. Храм был освящен епископом Нектарием 11 декабря 1860 года, главный престол в честь Петра, Алексия и Ионы, Московских чудотворцев, 14 декабря правый придел в честь апостола Иасона и Николая Чудотворца, 16 декабря левый придел в честь евангелиста Луки и святого преподобномученика Андрея Критского.
Впоследствии иконостасы были позолочены, купол, своды и холсты в рамах на стенах расписаны изображениями московских святителей, а также сюжетами с изображением распятия Иисуса Христа, Воскресения Спасителя, приведения Иисуса Христа к Каиафе, четырех евангелистов, а также херувимов и серафимов. В 1908 году пол был выложен плиткой. В 1904 году был построен дом причта. В 1915—1916 годах производилось расширение храма за счет пристроек к западному притвору.
На момент строительства храма в приход входило около 700 человек, к 1910 году их количество увеличилось до более чем 5 тысяч.
В 1930 году храм был закрыт, позднее он был переоборудован под общежитие. С конца 1970-х годов здание пустовало.

## Восстановление
В 1997 году передан монастырю.
В 1998 году на средства монастыря началась реставрация. Вновь освящен владыкой Георгием 11 июня 2004 года. В 2005 году архиепископом Георгием совершён чин Великого освящения двух престолов: в честь святителя Николая Чудотворца и апостола от 70-ти Иасона и во имя апостола Луки и преподобномученика Андрея Критского.
В марте 2010 года завершены работы по росписи интерьеров. Художниками иконописной мастерской «Ковчег» за два года были расписаны три придела общей площадью 1000 м². В качестве образца была выбрана иконография мастеров московской школы иконописи XV—XVI веков. В росписи отражены сюжетами из житий святителей Московских. В куполе изображен Пантократор, ярусом ниже — восемь архангелов. На западной стене храма изображены прославленные дивеевские святые: три блаженные — Пелагия, Параскева и Мария и три преподобные — Александра, Марфа и Елена.

## Святыни
- Икона преподобного Серафима Саровского с частицей мощей.
- Икона преподобных жен дивеевских Александры, Марфы и Елены с частицами мощей.
- Икона дивеевских блаженных с частицами мощей.